# 大庭賢兼
大庭 賢兼（おおば かたかね）は、戦国時代から安土桃山時代にかけての武将。大内氏、毛利氏の家臣。

## 出自
大庭氏は、桓武平氏良文流の鎌倉氏の庶流で、相模国高座郡の大庭御厨を本貫とする西遷御家人。遅くとも、大内義興の代までには大内氏に臣従している。

## 生涯
大永3年（1523年）、大内氏家臣の大庭氏に生まれる。大内義隆の代の『大内殿有名衆』に「小奉行」として名が挙げられているのが史料上の初見である。
天文20年（1551年）の大寧寺の変で大内義隆が陶隆房（後の陶晴賢）に討たれると、家督を継いだ大内義長に仕え、天文22年（1553年）4月19日付の奉行人連署奉書に加判して以降、奉行人として大内氏の権力中枢に参画し、政務に携わる。
弘治元年（1555年）から始まる毛利元就による防長経略の後、弘治3年（1557年）4月に大内義長が自害して大内氏が滅ぼされると、賢兼は一時的に数人の旧大内氏奉行人と共に毛利氏の奉行人として登用され、永禄元年（1558年）2月頃まで防長経略の戦後処理に携わった。
その後は毛利元就に側近として仕え、多岐に渡る活動を行った。元就や毛利輝元の命を受けて、各地へ赴き様々な実務を遂行する実務官僚でもあり、毛利氏から一所衆を預けられる寄親として軍事指揮官としての立場も有していた。また、賢兼は飛鳥井家の歌道に通じ、古典文学を探求した文人でもあり、元就とは和歌を通じて深い主従関係で結ばれていた。賢兼の歌人としての才や文化的素養を有していたことも、賢兼が元就の側近として登用された一因と考えられている。
永禄4年（1561年）9月、大内氏に所縁があり、元就と毛利隆元が大旦那であった周防国都濃郡河内村の妙見山鷲頭寺の社奉行を務めた。
永禄5年（1562年）、元就が石見国の小石見に在陣中、賢兼は雪によって遅参してしまい元就の怒りを買ったが、賢兼の遅参の原因が雪によるものと分かると、元就は賢兼を許し、和解のために和歌を送り合っている。
永禄8年（1565年）3月から4月にかけて、元就が杵築大社（後の出雲大社）へ連歌万句を献納するにあたって、元就側近の福井景吉と共に起用される。
永禄10年（1567年）6月、正徹筆の青表紙本（正徹本源氏物語）を以て『源氏物語』の桐壷巻を校合する。同年冬から翌永禄11年（1568年）夏にかけて、安芸国高田郡吉田に逗留中の飛鳥井雅教に歌道を伝授され、同じく永禄11年夏には吉田に逗留中の聖護院道増から『伊勢物語』の講釈を受けて一部三箇大事まで聞書をする。
永禄11年（1568年）から天正3年（1575年）頃にかけて、五奉行と共に毛利氏の奉行人連署奉書に署判する中枢奉行人として活動したが、賢兼が奉行人として関与した対象は大内氏旧臣や特定地域の寺社に限られていた。賢兼は、阿武郡を除く長門国と周防国の吉敷郡・佐波郡の寺社や大内氏旧臣の所領・所職安堵の要望を毛利氏に披露し、所領・所職安堵の奉書に署判、あるいは提出された證文に裏書を加えて毛利氏の命を伝える等の職務を行った。
永禄11年（1568年）9月20日、杉重良の軍忠状を粟屋元真と共に受理し、元就と輝元に披露した。これが賢兼の毛利氏の奉行人としての活動の初見である。
元亀元年（1570年）、将軍・足利義昭の命により毛利氏と大友氏の和睦の使者として派遣されてきた聖護院道増のもとへ、同じく元就の側近を務めた井上就正と共に赴いた。
元亀2年（1571年）6月14日に元就が死去すると、悲痛に耐え難かった賢兼は翌日に剃髪して「宗分」と名乗り、同年11月13日に元就の死、葬儀、法要についてを歌集の『宗分歌集』という形で残している。これ以後、賢兼は毛利輝元の側近として仕え、祐筆のような活動を行っている。
元亀3年（1572年）4月以前に、吉川元長の依頼を受け、『古今和歌集』の補修を行う。元亀4年（1573年）4月18日、夢浮橋巻までの『源氏物語』を宗清筆本によって校合する。同年の天正元年（1573年）12月24日、『源氏物語』の校合本に『類字源語抄』・宗碩の講釈聞書などを読み合わせ、引歌・漢語以下を書き加える。天正2年（1574年）11月20日、五注集成『伊勢物語口語抄』を編纂する。
天正3年（1575年）10月11日、宮市天満宮（後の防府天満宮）へ祭礼執行を指示した奉書に国司元武と共に加判する。
天正6年（1578年）3月、山口奉行・市川経好の長男である市川元教が大友宗麟に通じて毛利氏離反を企てた際には、児玉就方や熊谷信直と共に、反乱鎮圧にあたった者の軍忠を播磨在陣中の輝元へ注進し、軍勢の狼藉を停止する禁制を公布する等の事後処理にあたっている。
天正8年（1580年）8月15日、『源氏物語』に河海抄・花鳥余情などの説を写し加えると共に三度目の校合を行い、天正10年（1582年）8月27日、『源氏物語』に弄花の説を書き入れ、経筆を雇って校合した。
天正11年（1583年）4月、対立の激化した羽柴秀吉と柴田勝家の両方から援軍派遣を含む協力を要請された毛利氏は去就を決めるため、安芸国高田郡坂において坂会談と呼ばれる談合を行った。談合に参加したのは毛利輝元、吉川元春、小早川隆景、福原貞俊であったが、この時賢兼は福原貞俊の嫡男である福原元俊と共に輝元の使者として坂に派遣されている。
その後の動向や没年は不明。子の景忠が後を継いだ。

## 関連作品
- 『毛利元就』（1997年、NHK大河ドラマ、演：中島久之）